# Taller Llunàtic
Taller Llunàtic fou un col·lectiu mallorquí que aplegà un grup d'escriptors i sobretot d'artistes plàstics englobats dins del moviment Nova Plàstica Mallorquina que, a més de ser amics, compartien el doble propòsit de rebentar la cultura oficial del tardofranquisme i d'homologar l'art que es feia a Mallorca amb el d'arreu del món. Inicià la seva activitat el 1976.

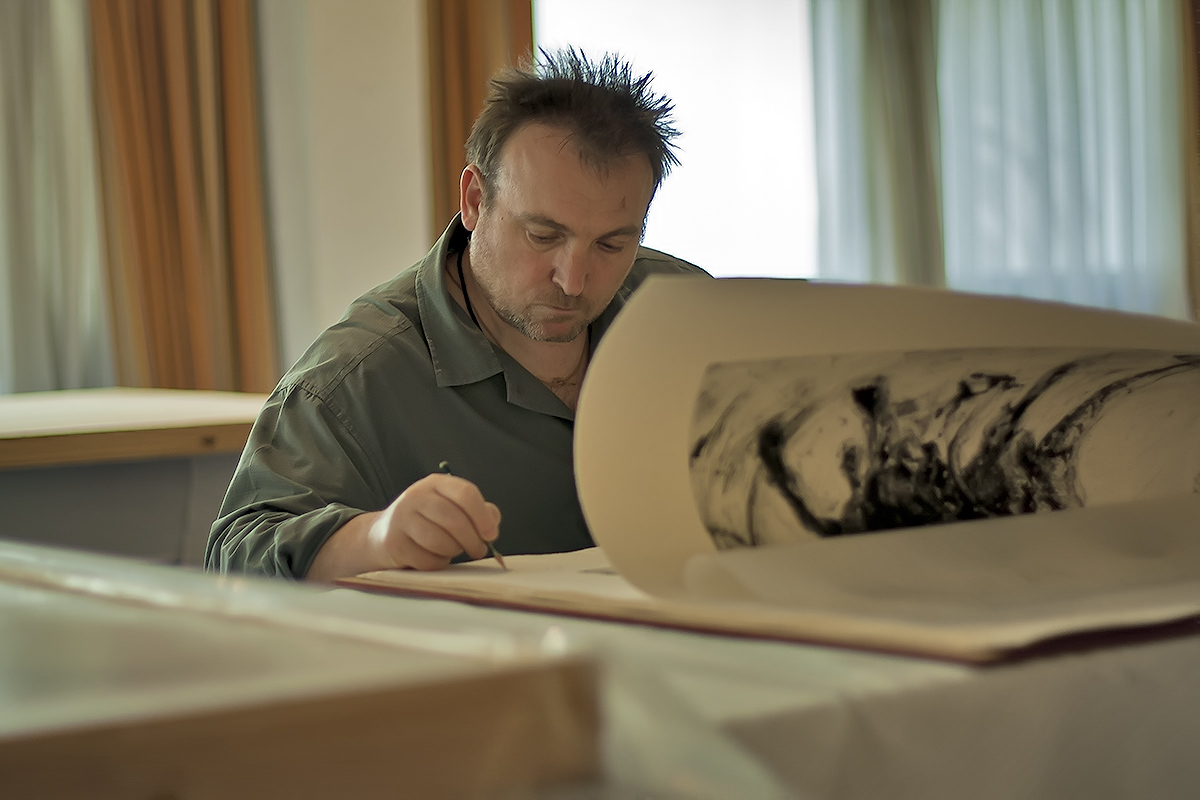
Miquel Barceló Artigues

Els membres del Taller Llunàtic eren creadors experimentals, transgressors, iconoclastes, d'un talent rabiós. La majoria tengueren el mèrit de mantenir-se únics i singulars tot i participar en mil i una aventures comunitàries. En formaren part els germans Andreu (1947) i Steva Terrades i Moragues (1947), la pintora Sara Gibert (1948), el dibuixant Bartomeu Cabot Perelló (1949), el poeta Josep Albertí Morey (1950), el poeta i pintor Joan Palou González (1953), el pintor i escultor Alfons Sard Sánchez (1954); l'artista Miquel Barceló Artigues (1957), l'escriptor Jaume Sastre i Font (1959), entre d'altres. Publicaren el Correu de son Coc, l'eina de comunicació del seu ideari, publicat amb periodicitat irregular des de l'octubre de 1979 fins al desembre de 1992; i el fullet monogràfic Neon de Suro (1975–1982), publicació per ser enviada gratuïtament (Mail Art) del qual sortiren 21 exemplars.
Molts dels seus membres abandonaren el col·lectiu entre baralles, rancors i mala sang. En les darreres dècades només en formen part Bartomeu Cabot i Josep Albertí. Han radicalitzat el seu llenguatge, plàstic i literari, fins al punt que han fet d'aquest llenguatge la seva argumentació fonamental, en detriment de l'argument intel·lectual. Un comportament visceral, construït al marge de la realitat, dut a les últimes conseqüències, que en els seus inicis fracturà de forma violenta la concepció estètica vigent, però que s'ha convertit en una reiteració, impermeable als canvis històrics i insensible a la lliure evolució personal, en la qual només canvien els noms de les víctimes, entrant en una espiral obsessiva d'autocomplaença i infal·libilitat, mancada de rigor en l'anàlisi dels seus propis productes.